# مونت بنغوي
مونت بنغويه هو أعلى جبل في الغابون. يقع في مقاطعة "Ogooué-Ivindo".